# Doornzele
Doornzele is een dorp in de Belgische provincie Oost-Vlaanderen, gelegen in de gemeente Evergem. Het is een bekende driesnederzetting. Doornzele ligt tegenwoordig in het industriegebied van de Gentse haven, ten westen van het kanaal Gent-Terneuzen. Doornzele zou etymologisch wijzen op een Frankische hoeve (sala - zele) in een streek met veel doornige plantengroei.

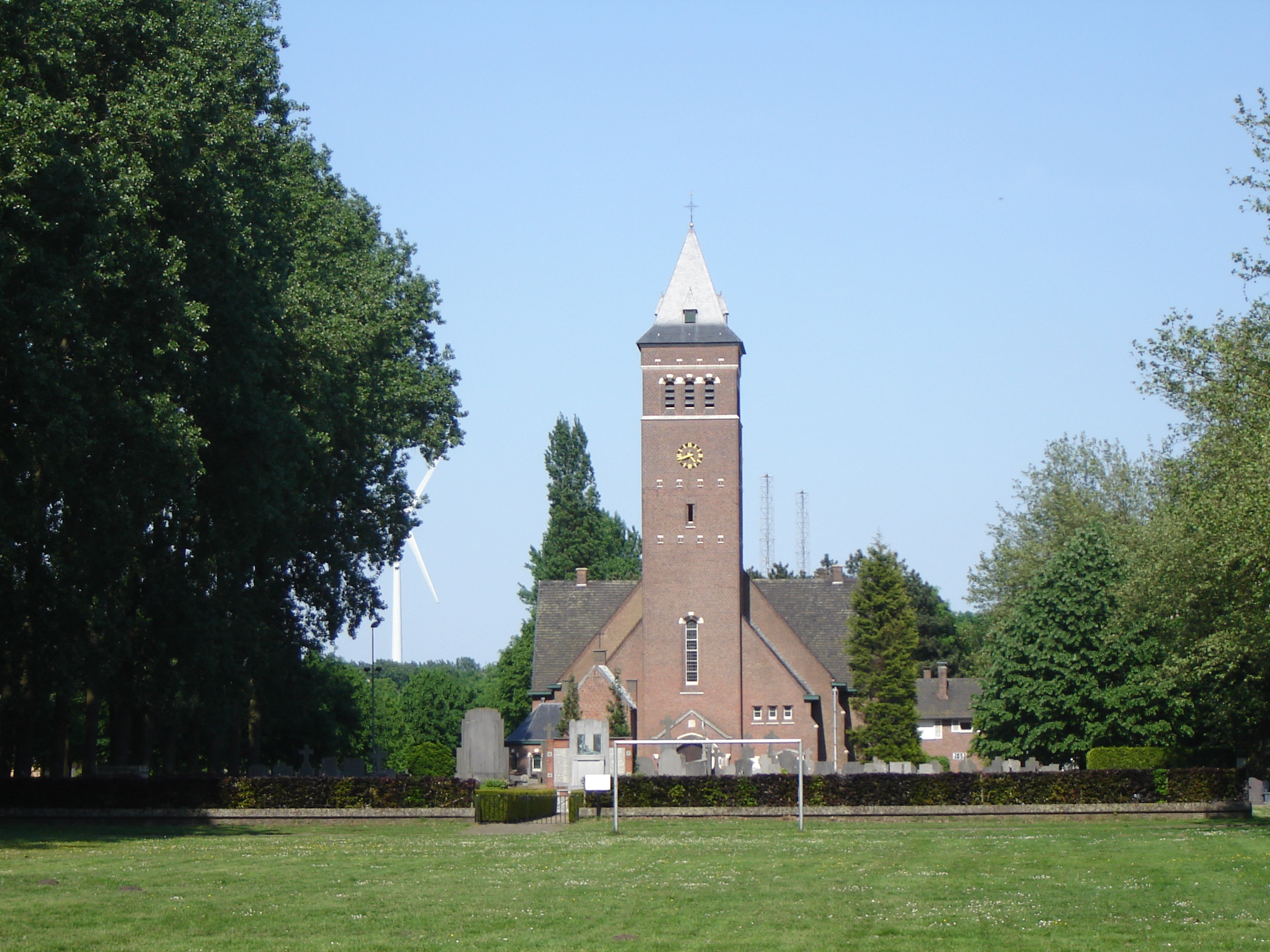
Sint-Petrus en Pauluskerk op de Doornzeledries

## Geschiedenis
De naam Doornzele werd voor het eerst vermeld in 966, waarbij zele voor sala (centrale woning) en doorn voor doornig zou staan. Het huidige dorp ontstond om de dries en ontwikkelde zich verder toen hier in 1234 een abdij werd gesticht.
Pas in 1847 werd Doornzele een zelfstandige parochie, voor die tijd behoorde het tot de parochie Evergem.
In 1940 werd de kerk door oorlogsgeweld verwoest.

## Bezienswaardigheden
- De Sint-Petrus en Pauluskerk met bijbehorend kerkhof.
- Het uitgestrekte Doornzeledries, een lange rechthoekige dries waar het dorp omheen gebouwd is, met centraal gelegen de kerk. Het is de enige dries met dergelijke afmetingen (1500 x 160 m) die bewaard is gebleven. Er werden schapenkudden verzameld voor de verkoop van wol.
- De Doornzelemolen, oorspronkelijk een houten staakmolen vermoedelijk van vóór 1414, opgetrokken door de abdij van Doornzele. Ze werd ernstig beschadigd tijdens een februaristorm in 1948.
- Het Goed Ten Oudenvoorde.
- Het Veer van Terdonk

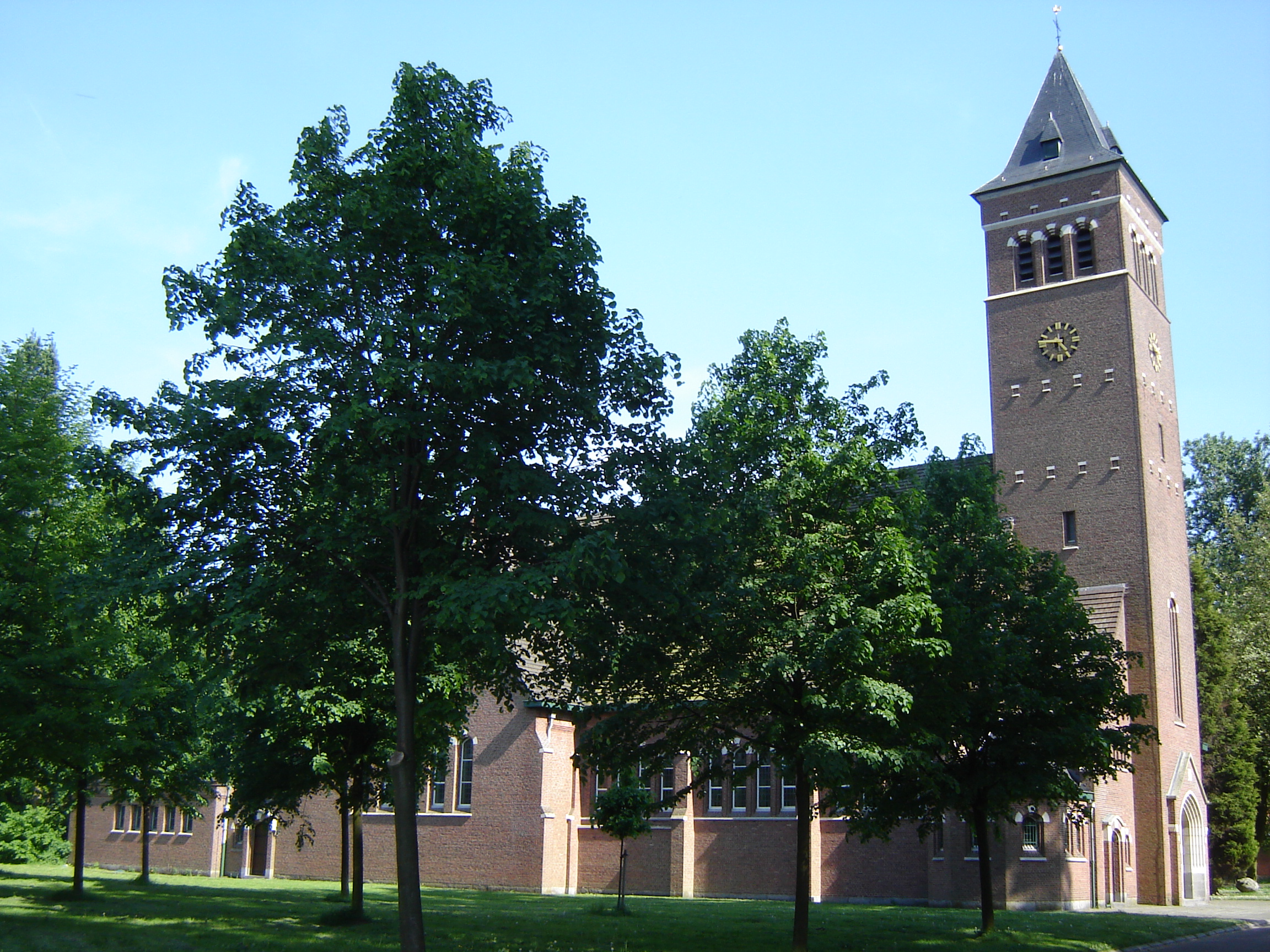
Sint-Petrus en Pauluskerk
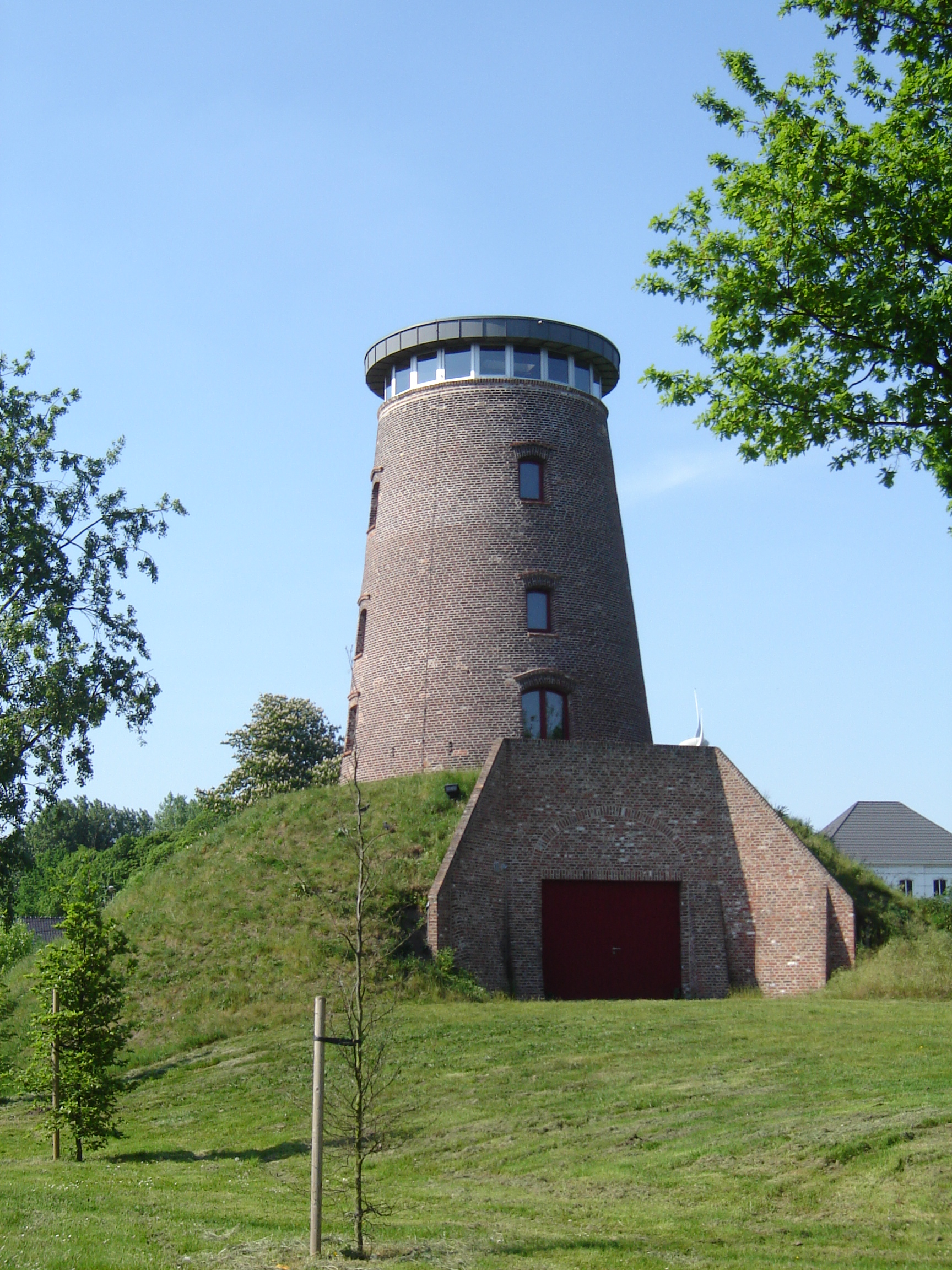
Doornzelemolen
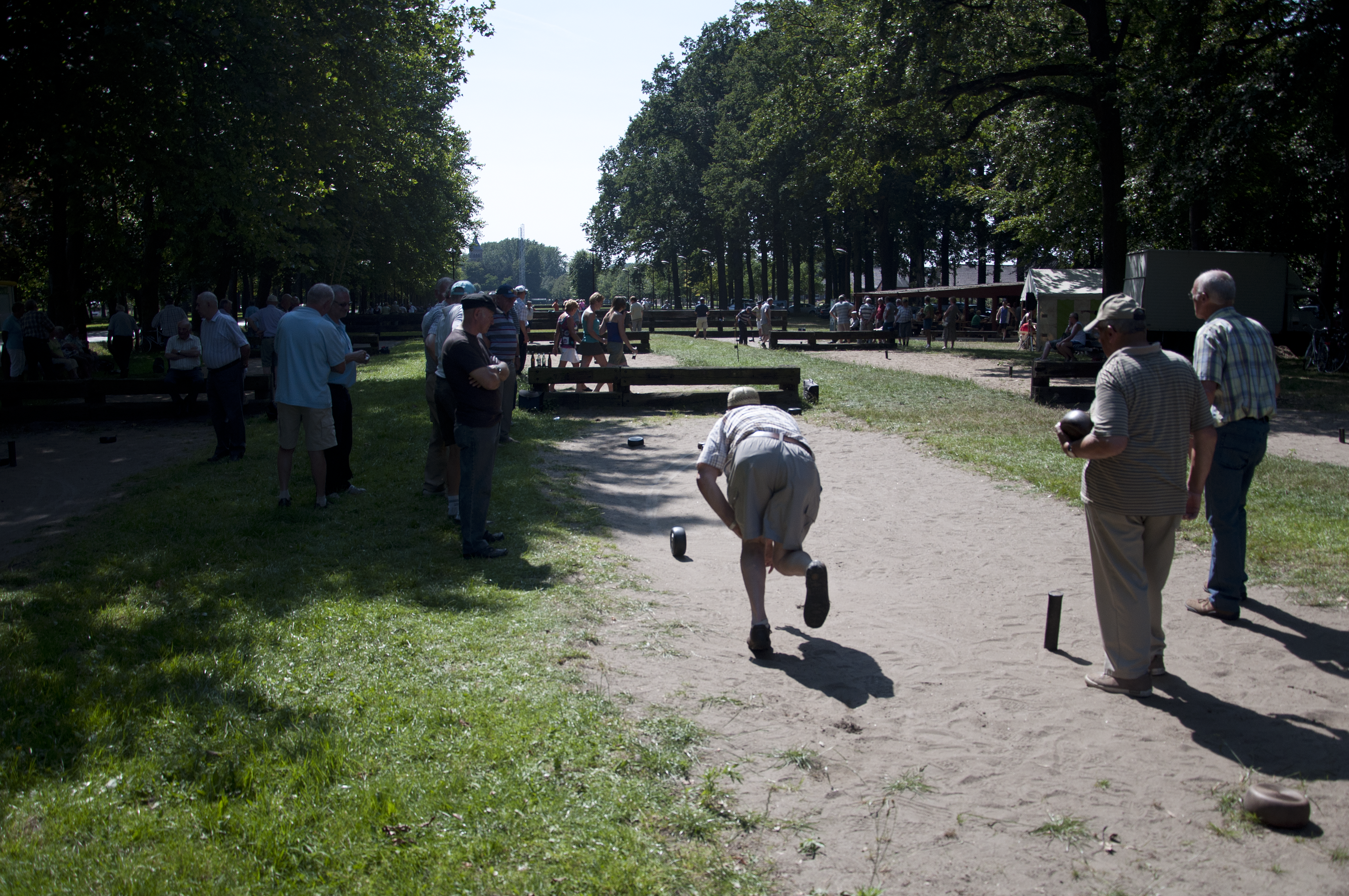
Krulbollen op de Doornzeledries

## Natuur en landschap
Doornzele ligt in Zandig Vlaanderen, maar de omgeving is sterk geïndustrialiseerd, door de nabijheid van de Haven van Gent. Doornzele ligt aan het Kanaal Gent-Terneuzen.

## Onderwijs
- De school Sint-Franciscus Doornzele voor leerlingen van het B.S.O. richting Kantoor en D.B.S.O. richting Horeca en Verkoop.
- De lagere school en kleuterschool Braambos.

## Evenementen
Elk jaar is er Rock voor Specials, een tweedaags pop- en rockfestival voor mensen met een verstandelijke beperking. Af en toe komt er een circus optreden (een keer in anderhalf à twee jaar). Op de Doornzeledries wordt anno 2011 nog het krulbollen gespeeld.
Op het terrein van de voormalige zoo, die in 2001 gesloten werd, vinden muziekfestivals plaats.

## Nabijgelegen kernen
Langerbrugge, Wippelgem, Mendonk (veer), Sint-Kruis-Winkel (veer)
Deelgemeenten: Ertvelde · Evergem · Kluizen · Sleidinge

Overige dorpen: Belzele · Doornzele · Kerkbrugge-Langerbrugge · Rieme · Wippelgem

Wijken en gehuchten: Daasdonk · Hoeksken · Hulleken · Kerkbrugge · Langerbrugge · Meerbeke · Molenhoek · Oostmoer · Singel · Tervenen · Weegse · Zandeken

Belgische gemeenten · Arrondissement Gent · Oost-Vlaanderen · Vlaanderen